# Käringtjärnen (Säfsnäs socken, Dalarna, 665958-143095)
Käringtjärnen är en sjö i Ludvika kommun i Dalarna och ingår i Göta älvs huvudavrinningsområde.